# Sheldon Dibble
Sheldon Dibble (Skaneateles, New York, 26. siječnja 1809. — Maui, Havaji, 22. siječnja 1845.) bio je američki misionar koji je otišao na Havaje te je poznat po svojim radovima u kojima je opisao povijest i kulturu drevnih Havaja. Na Havaje je stigao 1831., kao jedan od najmlađih misionara. Postao je učitelj i povjesničar, čiji su slavni učenici bili David Malo i Samuel Kamakau. Malo je bio stručnjak za havajska rodoslovlja te je predvodio skupinu učenika koji su ispitivali starije Havajce o povijesti i religiji drevnih Havaja. Skupinu je Dibble osnovao 1836. On je također dao prevesti Stari zavjet na havajski jezik.
Dibbleove su žene bile Maria M. Tomlinson i njezina sestrična, Antoinette Tomlinson. Prva mu je žena rodila sina nepoznatog imena i kćer Mary, a druga sina Seymoura i kćer Claru.